# Prix Jean-Zay
Le prix Jean-Zay est un prix littéraire français ayant pour but de récompenser un livre porteur de valeurs républicaines, qu’il soit consacré à un personnage, une période historique ou une réflexion politique. 

## Historique
Le prix est créé en 2005 à l’occasion des célébrations du centenaire de la loi de séparation des Églises et de l'État. Chaque année, il couronne un ouvrage littéraire célébrant la Laïcité et les valeurs de la République. Il est baptisé en l’honneur de Jean Zay, opposant au régime de Vichy.
Le jury est présidé par Patricia Mamet Riondet. Le prix est remis au Sénat à Paris.

## Lauréats
- 2005 : Gérard Unger, Aristide Briand, Fayard  (ISBN 2-213-62339-2)
- 2006 : Caroline Fourest, La tentation obscurantiste, Grasset  (ISBN 2-246-69194-X)
- 2007 : Éric Roussel, Mendès-France, Gallimard  (ISBN 978-2-07-073375-0)
- 2008 : Stéphane Hessel, Citoyen sans frontière, Fayard  (ISBN 978-2-213-63372-5)
- 2009 : Alain-Gérard Slama, La société d’indifférence, Plon  (ISBN 978-2-259-20785-0)
- 2010 : Pierre Joxe, Cas de conscience, Labor et Fides  (ISBN 978-2-8309-1376-7)
- 2011 : Pierre Nora, Historien public, Gallimard  (ISBN 978-2-07-013370-3)
- 2012 : Jacques Julliard, Les gauches françaises. 1762-2012 : histoire, politique et imaginaire, Flammarion  (ISBN 978-2-08-122317-2)
- 2013 : Boualem Sansal, Gouverner au nom d'Allah. Islamisation et soif de pouvoir dans le monde arabe, Gallimard  (ISBN 978-2-07-014289-7)[2]
- 2014 : Christiane Taubira, Paroles de liberté, Flammarion  (ISBN 978-2-08-133688-9)
- 2015 : Patrick Weil et Nicolas Truong, Le sens de la République, Grasset  (ISBN 978-2-246-85822-5)[3],[1]
- 2016 : Gilles Kepel, Gallimard  (ISBN 978-2-07-010562-5)
- 2017 : ?
- 2018 : Pierre Rosanvallon, Notre histoire intellectuelle et politique de 1968 à 2018, Le Seuil  (ISBN 978-2-02-135125-5)
- 2019 : Philippe Raynaud, La Laïcité, histoire d'une singularité française, Gallimard
- 2020-2021 : Jean Pierre Obin, Comment on a laissé l'Islamisme pénétrer l'école, Hermann
- 2022 : Iannis Roder, La Jeunesse française, l'école et la République, L'Observatoire[4].